# 望月教治
望月 教治（もちづき きょうじ、1935年10月11日 - ）は、静岡県出身の元アマチュア野球選手（内野手）、野球指導者。

## 来歴・人物
静岡商業高等学校では2年生の時、一番打者、遊撃手として、田所善治郎、阿井利治のバッテリーを擁し、1952年春の選抜に出場。準決勝で木村保をエースとする八尾高を破る。決勝では日野美澄のいた鳴門高を降し、田所が全試合を完封する快挙で選抜初優勝を飾る。同年夏は山静大会準決勝でエース矢頭高雄を擁する都留高に敗退。他のチームメートに中堅手の横山昌弘らがいた。翌1953年は横山俊雄（のち静岡商監督）、阿井のバッテリーを擁し夏の甲子園に出場。準々決勝で明治高に敗れた。この時の控え選手に松浦三千男、滝英男がいた。
専修大学に進学。攻走守三拍子揃った遊撃手として活躍し、東都大学野球リーグでは3回の優勝を経験。1954年の全日本大学野球選手権では、準決勝で秋山登、土井淳らのいた明大に惜敗。当時のリーグ通算最多となる102安打を記録し、入学から1957年春季リーグまで全試合出場。大学の1年上に森永勝也がいる。
大学卒業後は社会人野球の熊谷組に入社、ここでも一番打者、遊撃手として活躍。1958年の都市対抗では、島津四郎らの好投もあって準決勝に進むが、江藤慎一を打の主軸とする日鉄二瀬に敗退した。1960年の都市対抗では二番打者、三塁手に回る。松下電器との決勝に進み、島津が延長10回裏に松浦三千男（鐘化カネカロンから補強）から代打サヨナラ適時打を放ち優勝。この時のチームメイトに古田昌幸、高林恒夫らがいる。直後の全日本チームによるハワイ遠征にも参加した。1961年の産業対抗も決勝で丸善石油を再試合の末に降し優勝した。
1964年から母校の専修大学の監督を務め、翌年の大学選手権でエース・芝池博明の活躍もあってチームを初優勝に導いた。
以後は地元で社会人野球の浜田産業、金指造船所、ヤマハ発動機、母校の静岡商業高等学校で監督を務め、高校の監督としては1975年の選抜で大石大二郎らを擁してベスト8に進出。1984年から再び専修大学の監督を務め、1989年春にはエース・岡林洋一を擁してチームを優勝に導いた。その後は二部リーグ降格も味わうが、小林幹英、黒田博樹の活躍で一部復帰を果たす。退任後は興誠高校の監督としてチーム初の甲子園出場に導いた。子息も高校、大学と同じ経歴を歩み、静岡の公立校で紅林弘太郎を育てるなど指導者となっている。